# 우폐역
우폐역(牛肺疫, 영어: contagious bovine pleuropneumonia; CBPP)은 마이코플라스마 마이코이즈(Mycoplasma mycoides)의 SC주감염을 원인으로 하는, 소와 물소의 감염증이다.
가축 전염병 예방법에 따른 법정 전염병 중에서 유일하게 마이코플라스마(Mycoplasma)를 원인으로 하는 질병으로, 흉막 폐렴이 주증상이다. 감염 동물과의 직접 접촉, 물보라핵흡입에 의한 기도 감염, 감염 동물의 오줌에 오염된 사료의 섭취에 의한 경구 감염이 보고되고 있다. 특징적인 병변은 폐에 생기는 대리석모양 문양이다. 대한민국 및 일본에서는 감염 동물이 발견되었을 경우는 치료를 실시하지 않고 도살 처분한다. 질병을 일으키는 박테리아인 마이코플라스마 마이코이즈는 아프리카, 중동, 남부 유럽, 아시아 일부에 널리 퍼져있다.